# ضغط الطلب
سحب الطلب: في هذه الأيام أصبح المشترين أكثر دراية وتطلبا من أي وقت مضى، حيث أن الطريقة القديمة التي تقوم على تصميم وصناعة المنتج ثم عرضه في السوق ليقوم الزبون بالشراء لم تعد مجدية.
لم يعد اتخاذ قرار الشراء لدى المشتري يعتمد على تصميم المنتج وجودته وسعره فقط بل يعتمد أيضا على مقدار تجاوب المنظمة لطلبات الزبائن، بالإضافة إلى كيفية تلبية المنظمة لهذه الطلبات.

## تعريف حسبالطلب
تصنيع السلعة بناء على طلب من الزبون، أي يقوم الزبون بتحديد مواصفات وشكل السلعة التي يحتاجها ثم يعرف تكلفتها، بعد ذلك ترسل هذه المواصفات إلى المصنع لتصنيعها وتسليمها إلى الزبون. وقد يكون التواصل بين الزبون والشركة المصنعة عبر الهاتف أو الفاكس أو موقع الشركة على الإنترنت. وشركة dell تعبر مثال على شركة تستخدم طريقة سحب الطلب حيث أنها تمكن الزبون من تحديد مواصفات جهاز الكمبيوتر عن طريق موقعها في الإنترنت أو عن طريق الهاتف حيث خصصت مركز اتصالات خاص لاخذ طلبات الزبائن.

## مميزات طريقة حسب الطلب
1. تكلفة اقل بسبب ان الزبون يتعامل مع المصنع مباشره بدون وسطاء.
2. تسهيل التواصل بين المصنع والزبون مما يؤدي إلى زيادة عدد الزبائن.
3. توفير السلعة المناسبة لكل زبون على حده، وارضاء جميع الأذواق.
4. إمكانية الحصول على زبائن من مختلف أنحاء العالم بطريقة أسهل وتكلفة اقل.
5. التقليل من مساحة المخازن حيث أن الشركة تصنع السلعة ثم تسلمها إلى الزبون مباشرة.

## سلبيات طريقة حسب الطلب
1. ان عملية طلب السلعة وتصنيعها تستغرق وقتا.
2. لايمكن تطبيق طريقة حسب الطلب في المصانع القديمة.